# بنك سورية الدولي الإسلامي
بنك سورية الدولي الإسلامي، (بالإنجليزية: Syria International Islamic Bank)‏، بنك سوري، تأسس على شكل شركة مساهمة سورية مغفلة برأسمال قدره خمسة مليارات ليرة سورية، بموجب قرار الترخيص الصادر عن رئيس مجلس الوزراء في الجمهورية العربية السورية رقم 67/م بتاريخ 7/9/2006 ليكون من أوائل المصارف السورية التي تمارس أعمالها المصرفية وفق أحكام المرسوم التشريعي رقم 35 2005، الذي فتح الباب أمام إنشاء وتأسيس بنوك إسلامية في سورية.

## نبذة عن البنك
لقد جاءت ولادة فكرة تأسيس البنك لدى نخبة من المستثمرين القطريين، يتصدرهم بنك قطر الدولي الإسلامي ومجموعة من الشركات والمؤسسات الإسلامية والأفراد، نتيجة إدراكهم وقناعتهم بجدوى الاستثمار في سورية باعتبارها بيئة استثمارية محفزة، ومكان استراتيجي آمن للاستثمار العربي.
وقد تشكلت في حينه لجنة مؤسسين من دولة قطر برئاسة علاء الدين الحسين رئيس مجلس إدارة بنك سوريا الدولي الإسلامي، وعضوية الدكتور يوسف أحمد النعمة عضو مجلس إدارة بنك سوريا الدولي الإسلامي، والسيد عبد الباسط الشيبي/ الرئيس التنفيذي لبنك قطر الدولي الإسلامي، الذين بذلوا جهوداً متميزة ومتواصلة مع مصرف سورية المركزي، ومختلف الجهات الرسمية ذات العلاقة بالعمل المصرفي والمالي والاستثماري، وقد باركت هذه الجهات هذا التوجه الاستراتيجي القطري نحو سورية لإخراج فكرة تأسيس البنك إلى حيز الوجود، حيث قامت لجنة المؤسسين بعقد لقاءات وإجراء اتصالات تسويقية، وتنظيم ورش عمل مكثفة لدراسة السوق، ومراجعة دراسة الجدوى الاقتصادية التي أكدت جدوى تأسيس هذه المؤسسة المصرفية الإسلامية على الأرض العربية السورية.
ووفقاً لأحكام قانون إحداث المصارف الخاصة، والمشتركة رقم 28 لعام 2001، تقدم مؤسسو البنك القطريين بطلبات للترخيص، وتم الحصول على الترخيص في أيلول عام 2006 ليشكل حدثاً تاريخياً هاماً في تاريخ إنشاء المصارف الإسلامية في سورية، وبداية لإنطلاقة خيرٌة لبنك سورية الدولي الإسلامي.

## ملكية البنك
وفقاً لأحكام القانون 28 لعام 2001 الذي أتاح للمستثمرين غير السوريين المساهمة في تأسيس مصارف خاصة، وبنسبة مساهمة قدرها 49% كحد أقصى، تشكلت مساهمة المؤسسين القطريين كمايلي:
1-بنك قطر الدولي الإسلامي (المؤسس الاستراتيجي الرئيسي) بنسبة مساهمة قدرها 30% من رأس المال وبما يعادل 3 ملايين سهم (ثلاثة ملايين سهم)، وتبلغ قيمتها الأسمية 1.5 مليار ليرة سورية (مليار وخمسمائة مليون ليرة سورية)
2-المؤسسون القطريون التالية أسماؤهم بنسبة مساهمة قدرها 19% من رأس المال وبما يعادل 1.9 مليون سهم (مليون وتسعمائة ألف سهم) وتبلغ قيمتها الأسمية 950 مليون ليرة سورية (تسعمائة وخمسون مليون ليرة سورية).
| الاسم والكنية                                | الجنسية | نسبة الاكتتاب | عدد الأسهم | القيمة بالليرات السورية |
| -------------------------------------------- | ------- | ------------- | ---------- | ----------------------- |
| شركة بروق التجارية                           | قطرية   | 5%            | 500        | 250.000.000             |
| سعادة الشيخ ثاني بن عبد الله بن ثاني آل ثاني | قطري    | 5%            | 500        | 250.000.000             |
| الشركة الإسلامية القطرية للتأمين             | قطرية   | 3%            | 300        | 150.000.000             |
| شركة المشاريع الخاصة                         | قطرية   | 2.50%         | 250        | 125.000.000             |
| سعادة السيد/ يوسف حسين كمال                  | قطري    | 1%            | 100        | 50.000.000              |
| سعادة الدكتور يوسف أحمد النعمة               | قطري    | 0.85%         | 85         | 42.500.000              |
| سعادة السيد عبد الله بن ناصر المسند          | قطري    | 0.50%         | 50         | 25.000.000              |
| سعادة الشيخ حمد بن ثامر آل ثاني              | قطري    | 0.30%         | 30         | 15.000.000              |
| سعادة الشيخ فهد بن فيصل آل ثاني              | قطري    | 0.25%         | 25         | 12.500.000              |
| سعادة الشيخ علي بن عبد الله آل ثاني          | قطري    | 0.20%         | 20         | 10.000.000              |
| سعادة الشيخ حمد بن سحيم آل ثاني              | قطري    | 0.20%         | 20         | 10.000.000              |
| سعادة الدكتور حسين العبد الله                | قطري    | 0.20%         | 20         | 10.000.000              |

## غايات وأهداف البنك
الغايات والأهداف الإستراتيجية الرئيسية لبنك سورية الدولي الإسلامي:
1. توفير وتقديم الخدمات المصرفية وفق أحكام الشريعة الإسلامية وممارسة أعمال التمويل والاستثمار القائمة على غير أساس الفائدة في جميع صورها وأشكالها.
2. المساهمة في عملية التنمية الاقتصادية في سورية من خلال قيام البنك بالمساهمة في عملية التمويل والاستثمار اللازمة لتلبية احتياجات المشاريع الإنمائية المختلفة بما ينسجم وأحكام الشريعة الإسلامية.
3. تحقيق نمو دائم ومتصاعد في الربحية وفي معدلات العائد على حقوق الملكية.
4. الحصول على حصة سوقية مناسبة من خلال انتهاج إستراتيجية ابتكار وتطوير خدمات ومنتجات مصرفية إسلامية جديدة غير مسبوقة في السوق السوري.
5. تدعيم وترسيخ تواجد البنك وحضوره في السوق من خلال تعزيز عملية الانتشار الجغرافي وافتتاح فروع في مختلف مراكز المحافظات والأرياف.
6. الالتزام بالجودة العالية في تقديم الخدمات لجميع المتعاملين مع البنك.

## مجلس الإدارة
1. الدكتور تيسير الزعبي- رئيساً لمجلس الإدارة (ممثلاً عن شركة الاتحاد العربي لإعادة التأمين).
2. السيد محمد محمد الأوبرى - نائباً لرئيس مجلس الإدارة.
3. الدكتور محمد كبيه كبيه.
4. الدكتور غالب عبد المنعم بياسي (ممثلاً عن الشركة السورية الليبية للاستثمارات الصناعية والزراعية)
5. السيد مأمون عبد الهأحمد بوادقجي.